# Јован Шајновић
Јован Шајновић (Београд, 1924 — Београд, 2004) био je диригент и директор Загребачке и Београдске опере и Београдске филхармоније, као и професор на музичким академијама у Загребу, Београду и Приштини.

## Биографија
Јован Шајновић, рођен у Београду где је матурирао на трећој мушкој реалној гимназији и у исто време дипломирао клавир на Музичкој школи „Станковић“, где је од 1943. до 1946. био наставник клавира, хармоније и контрапункта. Дипломирао у класи проф. Милке Ђаје. Све до одласка на студије у Загреб наступао као концертни пијаниста.
Од 1947. до 1952. студент на Музичкој академији у Загребу и то у класи дириговања (проф. Фриц Цаун), композиције (проф. Стјепан Шулек ) и клавира (проф. Иво Мачек). Дипломирао на три одсека са summa cum laude и наградом Хрватског глазбеног завода Фрањо Кухач. Студирао на Musikwissenchaft - liches Институту у Бечу музикологију.
Од 1952. године прво корепетитор, затим помоћни диригент и најзад диригент Опере Хрватског народног казалишта. У току своје оперско диригентске каријере стекао репертоар од 74 дела (Вагнер, Штраус, Верди, Пучини, Јаначек итд.).
Од 1974 — 1978. директор Опере Хрватског народног казалишта.(Један од два припадника српског народа директора те установе, први је био Петар Коњовић). Упоредо са својом оперско диригентском каријером дириговао стално као гост Загребачком филхармонијом те Загребачким симфоничарима Р. Т. З. У току своје концертно диригентске каријере овладао репертоаром од преко 300 симфонијских дела. Снимао плоче за Југотон. Дириговао у свим музичким центрима претходне Југославије.
Гостовања у иностранству: Аустрија (Беч, Салзбург, Линц, Инзбрук), Немачка (Франкфурт, Стутгард, цела Баварска итд.), Италија (Бергамо, Болоња, Наполи, Палермо и цела Сицилија), Швајцарска (Цирих, Женева), Француска, Чешка, Румунија, Мађарска, СССР, Енглеска, Ирска, САД, те Мексико.
1957. постао прво доцент, па ванредни професор те најзад редовни професор и прочелник Музичке академије у Загребу.
1984. враћа се у Београд где добија положај директора Београдске филхармоније (1984—1989 ), добија по позиву место редовног професора и шефа катедре на Факултету музичке уметности у Београду. Од 1993 — 1997. године директор Опере Народног позоришта у Београду. Од 1991. редовни професор факултета уметности у Приштини. Његови студенти су данас стални диригенти свих професионалних ансамбала у Београду и Србији (Опера Народног позоришта, Симфонијски оркестар Р. Т. С., Камерне опере, Симфонијског оркестра Војске Југославије ).